# GNU.FREE
GNU.FREE 是一个自由的电子投票程序，曾属于GNU项目。该项目因其作者对互联网安全投票的幻想破灭而被废弃。

## 原理简述
在GNU.FREE中，有两个服务器，分别为选举登记服务器（Electoral Roll Server，即ERServer）和区域服务器（Regional Server，即RTServer）。所有通信都使用Blowfish加密，并通过RSA加密交换密钥。投票者将身份验证信息提交到ERServer，后者对其进行验证。然后，投票者开始进行投票，并将密钥和时间戳发送给RTServer。随后，RTServer将其存储起来，并再次向投票者询问时间戳。如果投票者提供了有效的时间戳，那么密钥将被解密并发送到ERServer。ERServer记录选民已提交的密钥，以确保其无法再次投票。此后RTServer解密投票，将其存储，并删除密钥。